# Jean-Bernard Fourtillan
Jean-Bernard Fourtillan, né le 7 octobre 1943 à Bordeaux, est un pharmacien français, expert en pharmacologie et ancien professeur des universités. Certaines de ses prises de position sont contestées par la communauté scientifique. Il est poursuivi par la justice pour des essais cliniques illégaux.

## Biographie

### Carrière hospitalo-universitaire
Après ses études de pharmacie à l'université de Bordeaux, il est nommé en 1968 interne des hôpitaux et assistant de chimie organique à la faculté dans cette même ville. En 1972, il devient professeur agrégé de chimie pharmaceutique et de pharmacocinétique à la faculté de médecine et de pharmacie de l’université de Poitiers. Parallèlement à ses fonctions universitaires, il entreprend une carrière hospitalière à l’hôpital de Libourne puis au centre hospitalier universitaire de Poitiers.

### Responsable de sociétés de services
En 1978, il quitte l'hôpital et crée une entreprise prestataire de services en pharmacologie, le Centre d'études et de recherches en pharmacie clinique (Cephac), à Poitiers. Cette structure prend au fil des années différentes appellations : Centre privé de recherche biomédicale Cerom, Cemaf, Parexel-Cemaf, Parexel Worldwide Bioanalytics.

### Invention de la«valentonine»
En avril 1994, Jean-Bernard Fourtillan annonce avoir reçu la révélation divine d'une hormone qu’il dénomme valentonine,, d'après le prénom de sa petite-fille, et qui, selon lui, intervient dans le système d'alternance veille-sommeil. Il prétend que la régulation circadienne de l'organisme entre les phases de veille et de sommeil est due à l'action de trois hormones sécrétées par la glande pinéale :
1. la mélatonine ;
2. le 6-méthoxy-harmalan (6-MH, aussi dénommé 6-méthoxy-l-méthyl-3, ou encore 4-dihydro-[beta]-carboline), un produit de dégradation de la mélatonine, découvert vers 1960 par Gordon Farrell et William Isaac, de la clinique de Cleveland (Ohio), à partir de la glande pinéale de bœuf[6] ; cette molécule est considérée comme un antagoniste potentiel de la sérotonine par Philip A. Khairallah en 1961[7] ;
3. une supposée molécule active qu'il a dénommé valentonine.

L'existence de la valentonine et/ou de ses effets est très contestée : aucune étude ni aucun autre scientifique ne la confirme,, et la communauté scientifique s'étonne que les recherches de Jean-Bernard Fourtillan (ou de son épouse) n'aient pas fait l'objet de publications, mais seulement de dépôt de brevets,.
Jean-Bernard Fourtillan prend sa retraite en 2008 et ne figure dès lors plus au tableau de l'Ordre national des pharmaciens.

### Essais cliniques de la valentonine dans les troubles neurologiques
Ce n'est qu’en 2014 que Jean-Bernard Fourtillan décide de reprendre les recherches soutenues par son épouse Marianne.
À partir de 2015, Jean-Bernard Fourtillan se rapproche du chirurgien controversé Henri Joyeux, comme lui fervent catholique, qui milite contre l'utilisation des vaccins et tient de nombreuses positions polémiques éloignées de la rationalité scientifique,. Ensemble, ils entreprennent de démontrer l'intérêt de la valentonine dans le traitement de la maladie d'Alzheimer, de la maladie de Parkinson et d'autres affections neurologiques. L'année suivante, le neurologue Philippe Damier, vice-président du comité scientifique de l'association France Parkinson considère leur argumentaire comme une « manipulation »,. Ils créent le fonds de donation Josefa, d'après le nom d'une religieuse espagnole morte à Poitiers en 1923, présidé par Jean-Bernard Fourtillan, auquel ils déclarent céder la totalité des brevets déposés et les redevances de leur exploitation et qui collecte les versements effectués par les patients pour être inclus dans leur recherche médicale et scientifique,,.
En 2019, Jean-Bernard Fourtillan et Henri Joyeux commencent l'expérimentation de dispositifs transdermiques de valentonine sur des sujets atteints notamment de maladie d'Alzheimer. Ces essais ont en partie été menés à l'abbaye Sainte-Croix de Poitiers, à Saint-Benoît. L'Agence nationale de sécurité du médicament et des produits de santé considère qu'il s'agit là d'un essai clinique illégal car non déclaré et se déroulant dans un lieu non autorisé (une abbaye) et l'interdit mais les deux associés récusent cette affirmation,,. Au contraire, Jean-Bernard Fourtillan écrit une lettre au président de la République lui demandant l'abrogation de l'obligation vaccinale des nourrissons (qu'il qualifie de « massacre ») et la généralisation de l'emploi de ses dispositifs transdermiques pour guérir non seulement la maladie de Parkinson mais aussi l'épilepsie, la sclérose en plaques et les cancers.
À l'automne 2019, une enquête est ouverte par un juge d'instruction pour « tromperie » et « abus frauduleux de l’ignorance ou de la faiblesse d’une personne vulnérable ». En mai 2020, Jean-Bernard Fourtillan obtient à Bordeaux la condamnation pour diffamation d'un dirigeant de l'ANSM qui l'avait accusé de charlatanisme.
En juillet 2020, Jean-Bernard Fourtillan et le fonds Josefa demandent l'annulation de l'interdiction de l'essai par l'ANSM. Leur demande est rejetée par le tribunal administratif de Poitiers,. La décision du tribunal administratif est annulée par la Cour administrative d'appel de Bordeaux le 16 mars 2023 ; l’ANSM se pourvoit alors en cassation devant le Conseil d'État,. Son pourvoi est rejeté. En main 2024, l'ANSM suspend la publicité et l'exploitation des patchs transdermiques de la Société d'exploitation de la valentonine, dirigée par Jean-Bernard Fourtillan. Ces patchs n'avaient fait l'objet d'aucune autorisation de mise sur le marché.
Le 7 décembre 2020, Jean-Bernard Fourtillan est arrêté par la police dans le cadre d'une enquête sur ces essais ; il était recherché notamment pour exercice illégal de la médecine. Trois jours après son incarcération à Nîmes, il est hospitalisé sans son consentement dans un établissement psychiatrique d'Uzès, ; il est libéré, le 17 décembre, sur décision du juge des libertés et de la détention et placé sous contrôle judiciaire,. Le 15 avril 2021, il est arrêté à Chaudes-Aigues, puis incarcéré à la maison d'arrêt d'Aurillac car il n'a pas respecté les obligations de ce contrôle,.

### Accusations contre l'Institut Pasteur
En novembre 2020, Jean-Bernard Fourtillan intervient dans le film conspirationniste Hold-up en déclarant que l'Institut Pasteur a « fabriqué » le virus SARS-CoV-2 en 2004 avant de le disséminer afin de pouvoir commercialiser un vaccin plus dangereux que le virus. L'Institut Pasteur annonce porter plainte pour diffamation. En décembre 2020, Jean-Bernard Fourtillan déclare à son tour dans une vidéo qu'il a déposé plainte contre l'Institut Pasteur.

## Publications
- Étude chimique et pharmacodynamique de quelques dérivés organosiliciés hydrosolubles, thèse, Bordeaux, 1971.
- La glande pinéale et le système Veille-Sommeil : Applications thérapeutiques. Éd. Fonds Sœur Josefa Menéndez[41].

Préface
- Henri Joyeux, Vaccins : Comment s'y retrouver ? (Préface de Jean-Bernard Fourtillan), Éditions du Rocher, 2015,  (ISBN 978-2-268081564), 272 p.